# Quasar (videogioco)
Quasar è uno sparatutto a schermata fissa per arcade sviluppato e pubblicato nel 1980 dalla Zaccaria, sotto il marchio "Zelco Games". È il primo titolo videoludico originale della software house italiana, dopo alcuni cloni realizzati negli anni precedenti. US Billiards lo esporta in Nord America nel 1981.

## Modalità di gioco
Un livello di Quasar è articolato in quattro fasi con meccanica di gioco diversa, e in tutte viene controllata un'astronave da combattimento. Nella prima fase, il giocatore muove l'astronave bidirezionalmente lungo la parte inferiore dello schermo e spara a singoli UFO che dall'alto scendono verso il basso. Nella seconda, il giocatore muove ora l'astronave in ogni direzione attraverso uno spazio toroidale e spara sempre agli UFO, che stavolta arrivano in diverse formazioni. In questa fase il giocatore deve cercare di non consumare troppo carburante, perché non può essere rifornito e nel caso si esaurisse perde una vita.
Nella terza fase, il giocatore dovrà fare in modo che l'astronave rimanga all'interno del raggio traente emanato da un nucleo galattico attivo e raggiunga quest'ultimo, evitando sciami di meteoriti. La velocità di questo raggio può essere aumentata colpendo al suo occhio. Nella quarta l'astronave è all'interno del nucleo, ove nel quale rimane immobile al centro dello schermo e ruotando bersaglia ad una serie di corpi celesti bianchi. Superata l'ultima fase, il ciclo dei livelli si ripete a una difficoltà via via maggiore.